# Revolución azul
La Revolución azul o Revolución Reconquistadora o Los Azules fue una insurrección armada en el contexto de las guerras civiles venezolanas sucedidas durante el siglo XIX en 1867 y 1868. Mediante esta rebelión, diversos grupos políticos y regionales derrocaron al presidente Manuel Ezequiel Bruzual, sucesor interino del Mariscal  Juan Crisóstomo Falcón quien había renunciado tras presiones populares. Estas acciones militares fueron la conclusión del largo conflicto político que enfrentó a diversos sectores liberales y al gobierno de Falcón.

## Antecedentes
Las causas de la revolución suelen fijarse en 1864, un año después de la victoria liberal en la Guerra Federal y el ascenso al poder del Mariscal Falcón, quién debió enfrentar una fuerte disidencia desde su propio movimiento, que empezó a armarse tras la renuncia pública del Ministro de Guerra y Marina Manuel Ezequiel Bruzual, y durante más de tres años acumuló líderes políticos y militares en sus filas, muchos de ellos muy favorecidos por el gobierno. Los primeros alzamientos, que tuvieron un nivel regional, fueron rápidamente reprimidos por el gobierno. Debe tenerse en cuenta que el ejército central sumaba apenas 3.000 regulares en 1866, muy pequeño para derrotar a las fuerzas de los caudillos regionales.
Sin embargo, debido a la cada vez más represiva administración central los grupos de insurrectos empezaron a expandirse por todo el país en 1867, principalmente tras el encarcelamiento del General Manuel Ezequiel Bruzual. Ello llevó a una alianza entre liberales y conservadores para ganar fuerzas como oposición. En septiembre de ese año, se constituyó en Caracas un comité de liberales y conservadores cuyo objetivo fundamental era derrocar el gobierno.

## Liderazgo

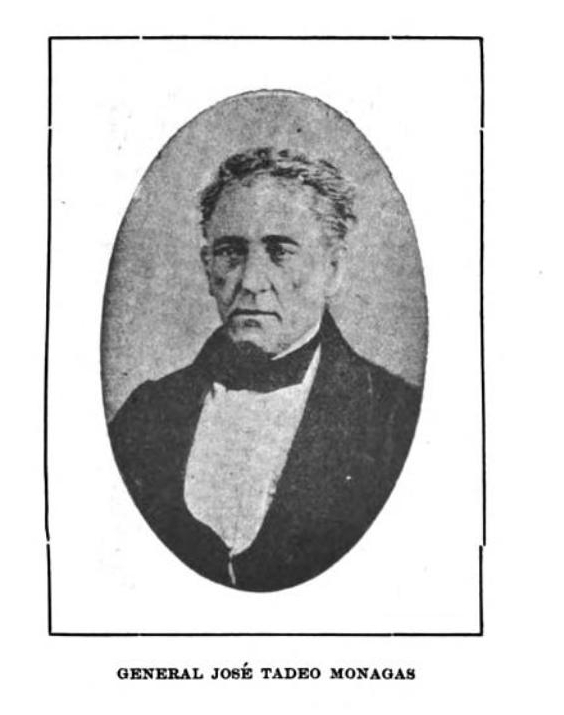
General José Tadeo Monagas, en avanzada edad.

Entre sus miembros principales se encontraban figuras tales como los generales Luciano Mendoza y Pedro Ezequiel Rojas, así como Guillermo Tell Villegas, Elías Rodríguez, Martín José Sanabria, Luis Level de Goda, Mateo Guerra Marcano y José Antonio Mosquera. Un anciano José Tadeo Monagas tomó el liderazgo de la rebelión debido a su experiencia y prestigio militar, lo acompañaron su hijo José Ruperto Monagas y su sobrino Domingo Monagas Marrero. 
El general Bruzual es sacado de la cárcel donde lo había confinado el mismo presidente Falcón y es designado Jefe del Estado Mayor del Ejército. El 6 de abril de 1868 se entrevista en Güigüe con el general Miguel Antonio Rojas, Jefe del Ejército del Pabellón Azul alzado en armas, y se conviene la suspensión de las hostilidades por el lapso de 15 días a fin de discutir un Tratado de Paz, el cual se firma, efectivamente, el 11 de mayo en Antímano. En el ínterin, y como parte de los acuerdos de paz, renuncia el Mariscal Falcón y Bruzual se encarga interinamente de la Presidencia de la República el 25 de abril de 1868. Más tarde, el 19 de junio, se encuentra con el general José Tadeo Monagas, nuevo Jefe de la Revolución azul, pero no logra un acuerdo con este y las fuerzas del gobierno son derrotadas el 28 de junio de 1868. El General Monagas ocupa Caracas y el presidente Bruzual al no poder defender la ciudad capital huyó con 300 hombres hacia Puerto Cabello donde buscó proseguir con la contienda. El 30 de junio de 1868, José Tadeo Monagas en su carácter de General en Jefe de los Ejércitos de la Revolución dicta un  decreto declarando vigente la Constitución Federal de 1864. 

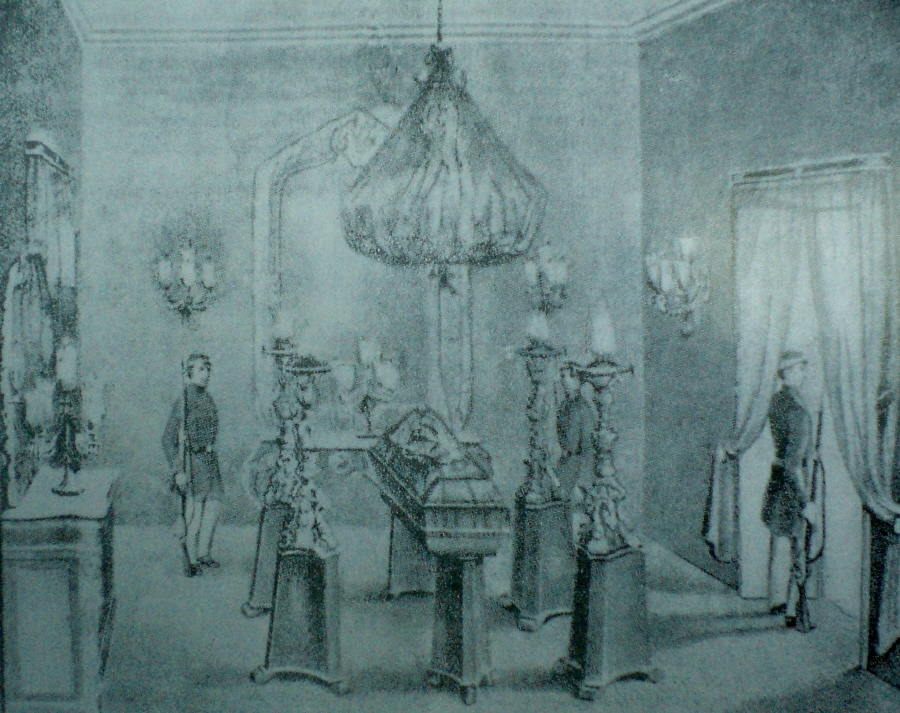
Funeral del General José Tadeo Monagas.

Durante este periodo ejerció el poder indirectamente, ya que designó un gabinete que eligió entre sus miembros, también nombró una comisión para que escogiera un presidente provisional, resultando escogido Guillermo Tell Villegas, mientras que él siguió estando a cargo del Comando General del Ejército.

## Asedio de Puerto Cabello
En Puerto Cabello el general Bruzual se proclama en ejercicio de la Presidencia de la República y alista tropas para enfrentar el ejército enviado desde Caracas. Al frente del ejército azul José Ruperto Monagas inició el asedio a la ciudad el 6 de agosto de 1868 y, el 12, Bruzual fue herido por un francotirador. Derrotado logra huir a Curazao donde muere el 14 de agosto después de agonizar a causa de una gangrena. En Willemstad es mandado a ser enterrado por Falcón en una fosa común sin honores, acompañado por un hermano masón. El mariscal Falcon sale al exilio en septiembre de 1868 dejando tras de sí una situación caótica. El general  Jose Tadeo Monagas convocó a elecciones para designar al nuevo presidente de la República, inscribiendo su candidatura, sin embargo, en medio del proceso electoral murió debido a una pulmonía en Caracas el 18 de noviembre de 1868.
las contradicciones internas entre los Azules se intensificaron considerablemente. José Ruperto Monagas asumió nuevamente el cargo de comandante del ejército. En el Congreso Extraordinario, realizado en 1869, se eligió un nuevo jefe del partido y del país entre José Ruperto Monagas y su primo Domingo Monagas Marrero. José Ruperto es elegido presidente provisional de los Estados Unidos de Venezuela y se proclama líder del ejército nacional. Domingo Monagas Marrero fue elegido Vicepresidente.